# Сокальське пасмо
Сока́льське па́смо — південно-західна частина Волинської височини. Розташована на півночі Львівської області (Україна) і півдні Люблінського воєводства (Польща). На півдні обривається чітко вираженим уступом до рівнини Малого Полісся, зокрема Надбужанської котловини. На території України зі сходу та північного сходу межує з долиною річки Західний Буг, на півдні — з долиною річки Солокії.
Характерним для Сокальського пасма є увалистий рельєф з переважанням широтно витягнутих елементів. Глибина розчленування 30—50 м. Середня висота пологих пагорбів 240—260 м, максимальна — 270 м.
Пасмо геоструктурно пов'язане з південно-західним схилом Східно-Європейської платформи. Мергелі верхньої крейди перекриті лесами, лесоподібними суглинками, алювіальними та льодовиковими відкладами. Ландшафтну структуру визначають такі місцевості: розчленовані пасма й ували з ясно-сірими та сірими лісовими ґрунтами, сформованими на лесах, переважно розорані (37% площі); слаборозчленовані поверхні увалів з темно-сірими опідзоленими ґрунтами і чорноземами опідзоленими легкосуглинковими, сформованими на лесоподібних суглинках, розорані (24%); днища річкових долин з лучно-болотними і торфо-болотними ґрунтами, сформованими на делювіально-алювіальних відкладах.
У межах Сокальського пасма — більша частина Львівсько-Волинського вугільного басейну. Переважають сільськогосподарське та гірничодобувне природокористування. Є невеликі ліси.